# Brdice pri Neblem
Brdice pri Neblem is een plaats in Slovenië en maakt deel uit van de gemeente Brda in de NUTS-3-regio Goriška. De plaats telde 55 inwoners op 1 januari 2020.